# Capurodendron apollonioides
Capurodendron apollonioides är en tvåhjärtbladig växtart som beskrevs av Aubrev. Capurodendron apollonioides ingår i släktet Capurodendron och familjen Sapotaceae. Inga underarter finns listade i Catalogue of Life.